# Provincia de Pedernales
Pedernales es una de las 32 provincias de la República Dominicana y se encuentra en el suroeste del país, en la frontera con Haití. Su capital es la ciudad de Pedernales.
Fue creada el 16 de diciembre de 1957, segregada de la provincia Barahona.

## Toponimia
El poblado de Pedernales fue originalmente llamado Juan López, quien era un habitante español que se había instalado en la zona cerca del siglo XIX.
La provincia se llamó Pedernales por el río ubicado en la frontera con la República de Haití, en el cual se encuentran piedras comunes de cuarzo amarillo, llamada pedernal. Con esta piedra, los antiguos pobladores de la República Dominicana, los taínos, fabricaban herramientas punzantes como hachas y puntas para flechas.

## Antecedentes históricos
Se dice que los primeros pobladores de la isla La Española (denominada así por Cristóbal Colón), los taínos, llegaron a la misma alrededor del siglo VIII d. C., y que su cultura procede de los arahuacos, un grupo de personas que provienen del río Orinoco, Venezuela. Ellos vivían de la agricultura, la pesca, la caza y la recolección de frutos.
En ese momento la isla se dividía en 5 cacicazgos o regiones. La Provincia de Pedernales ocupa el territorio de lo que antes era el cacicazgo de Jaragua. Cuando llegaron los españoles, el cacique Bohechío era el jefe de este cacicazgo. Los habitantes de esta tierra se caracterizaron por su rebeldía, ya que estaban en contra de la opresión que les sometían los españoles. Durante el siglo XVI, esta tierra fue un refugio para el cacique Enriquillo, un príncipe taíno, ya que se estaba rebelando.
En el año 1493, Cristóbal Colón descubre la isla Beata, un punto estratégico para las naves, por su ubicación geográfica. Esto atrajo a varias personas que luego es asentaron en las costas de esta isla. También, los españoles tenían ganado vacuno dentro de la isla para las nuevas expediciones marítimas.
Cuando La Española se dividió en una colonia francesa y otra española, se puso como límite fronterizo el río Pedernales. Desde el año 1844, hasta la firma del tratado de división territorial (1929-1936), en la región de Enriquillo y Pedernales hubo varios incidentes y conflictos fronterizos. En el año 1867 se concede la isla de Alto Velo a una empresa norteamericana. También se iniciaron las extracciones de sal en las lagunas de Beata.
La colonización de Pedernales inicia en el año 1927, durante el gobierno de Horacio Vásquez. Esto se incluye en el plan de colonización fronteriza, que tenía como objetivo integrar esa zona al resto del país.
Su primer administrador fue Sócrates Nolasco, designado el 13 de abril de 1927 por Rafael Espaillat, ministro de Agricultura e Inmigración. Se encargó de coordinar la construcción del primer pueblo de Pedernales. Pedernales fue creada el 16 de diciembre de 1957. Esta lleva el nombre de la capital y del río más importante de la región. 

## Descripción geográfica
La provincia de Pedernales está ubicada al suroeste de la República Dominicana, compartiendo sus fronteras con la República de Haití, país vecino. Se encuentra a 330 km (kilómetros) de Santo Domingo, capital dominicana.  
Forma parte de la región llamada Enriquillo, y es la séptima provincia de mayor tamaño en el país con 2042.40 km² (kilómetros cuadrados). Sus límites son: al norte la provincia llamada Independencia, al este la provincia de Barahona, al oeste por la República de Haití y al sur y el este por el mar Caribe.
Su territorio es equivalente al 4 % del país. Tiene como latitud 18° 02′ 22.64″ N, y como longitud 71° 44′ 40.94″ W. Pedernales se encuentra en una región geomorfológica conocida como Procurrente de Barahona. Está formada por terrazas marinas sucesivas. La parte más baja de estas se encuentra al borde de la costa, inferior a los 100 m s. n. m. (metros sobre el nivel del mar). Al alejarse del mar, las elevaciones crecen hasta alcanzar los 400 m s. n. m. Al entrar al norte, el suelo sigue elevándose hasta la sierra de Bahoruco. Aquí se encuentra el monte Vincent, con unos 2046 m s. n. m., el cual es la cima de la provincia. Pedernales tiene uno de los suelos más áridos del país, por lo que los ríos son muy escasos. El río más importante de la provincia es el Pedernales, de poca longitud.

## Tierras adyacentes
El territorio de Pedernales cuenta con varias tierras adyacentes, como lo son la Isla Beata, el Islote Los Frailes, la Isla Alto Velo  y el Cayo Piedra Negra.                                                                                                                                 
Isla Beata: punto botánico de gran relevancia, con la mayor población de iguanas rinocerontes y colúbridos. Está el caracol gigante, lambí, en abundancia, y también tortugas marinas, cangrejos y langostas, por lo cual la isla Beata es un lugar estratégico para los pescadores.
Islote Los Frailes: aquí podemos encontrar fácilmente bubíes, ave perteneciente a la República Dominicana, y gracias a sus inmensos arrecifes de coral se puede practicar buceo.
Isla Alto Velo: punto más al sur de la República Dominicana, considerado importante pues servía de orientación para navíos españoles y franceses durante la época colonial que querían llegar a la República de Haití. Además, sus condiciones naturales permiten el anidamiento de aves marinas y demás especies endémicas.
Cayo Piedra Negra: sobresaliendo de un arrecife, es una roca de color negro situada a un kilómetro de la isla de Alto Velo.

## Límites
Esta provincia fronteriza limita por el norte con la provincia Independencia, en el noroeste con la provincia Barahona, al este y sur con el Mar Caribe y por el Oeste con la República de Haití.

## División administrativa
La provincia se encuentra dividida en dos municipios y dos distritos municipales.
En la misma frontera con Haití se encuentra el municipio común cabecera de la provincia, que lleva su mismo nombre, con una población de 11 471 habitantes.  Oviedo es su otro municipio, llamado así como homenaje al historiador Gonzalo Fernández de Oviedo y se extiende 938 km² (kilómetros cuadrados), con una población de 3976 habitantes. En Oviedo se puede disfrutar de buenas playas vírgenes, especies como el flamenco y distintas culturas.
```
Además, cuenta con 1 senador y 2 diputados como representantes al 
Congreso de la República Dominicana
 (ONE, 2010).
```

## Condiciones socioeconómicas
El número de explotaciones en esta provincia asciende a un total de 1128, lo que representa el 0,004 % del total de las  explotaciones  del  país.
Pedernales tiene algunas zona  muy áridas como es el caso del llano homónimo; hay otra parte donde la tierra es fértil, principalmente a base de canales de riego. Esto ha permitido el cultivo de  productos como son: el algodón, la habichuela, el maní, el guineo, la yuca, el café, el plátano, el maíz, el tabaco, el coco, entre otros.

## Población
Según los datos estadísticos del año 2002, la zona de Pedernales es la que cuenta con la población más pequeña en la República Dominicana, pues hasta ese entonces sólo llegaba a unos 21 207 habitantes; 52.3 % hombres y 47.7 % mujeres. Según este mismo censo, la edad promedio en la región es de 24 años. Los grupos étnicos predominantes son el 78 % mulatos o mestizos, 13 % negros y 9 % blancos.
Hasta el año 1927 estaba ocupada casi en su totalidad por haitianos, y junto con la fundación de la provincia el gobierno impuso medidas para poner en alto el orgullo dominicano, detener la población haitiana y hacer de Pedernales un lugar de aprovechamiento dominicano.
Para 2010, la población llegó a 31 587 personas: 16 895 hombres y 14 692 mujeres, con una densidad de 15.7 hab./km² (habitantes por kilómetro cuadrado).
La Oficina Nacional de Estadística de República Dominicana calcula que hasta el 2002 la tasa de inmigrantes era de 6379 personas, y la de emigrantes de 6343 personas. Esto quiere decir que no es un lugar con flujos migratorios significativos.

## Relieve
La mitad norte de la provincia está ocupada por la sierra de Bahoruco.

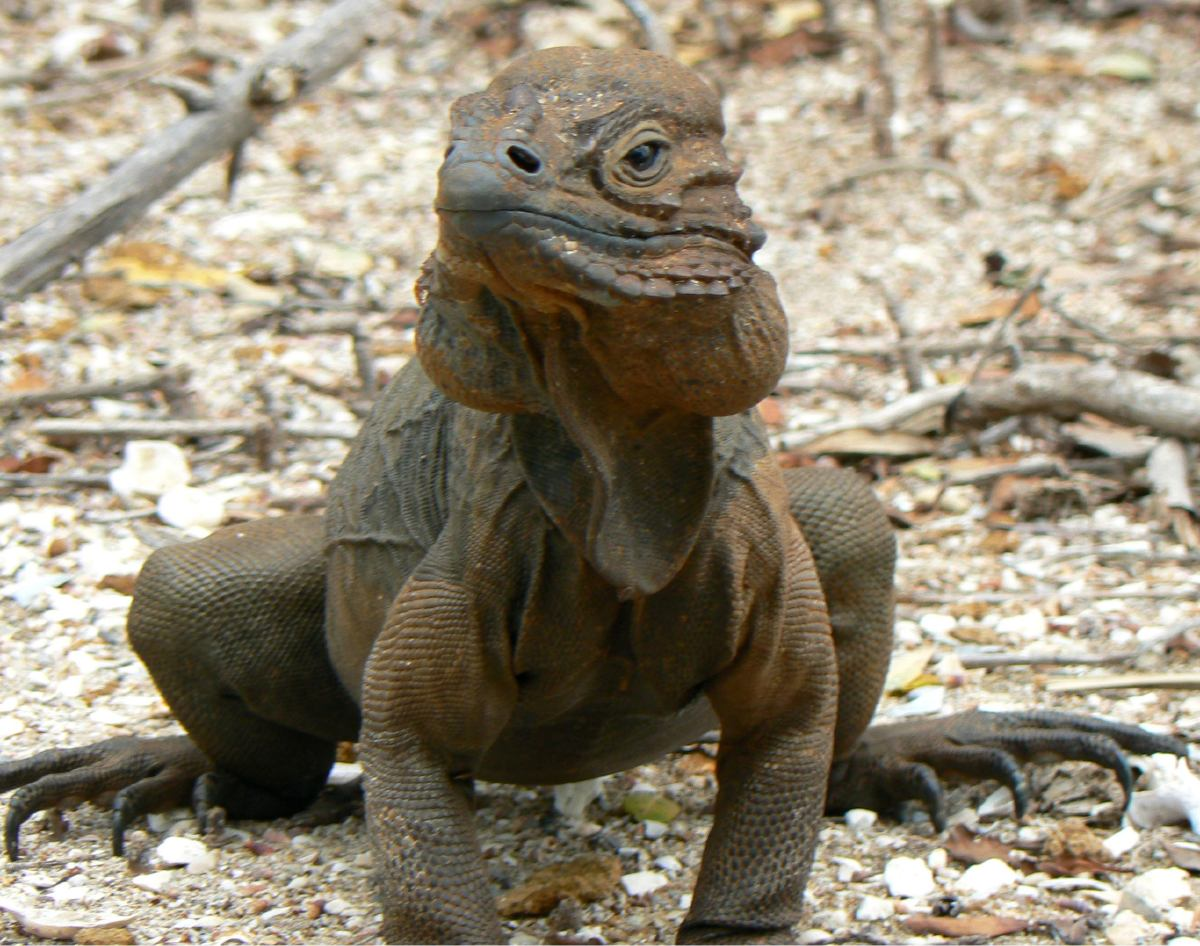
Iguana cornuda

## Recursos hídricos
Hay muy pocas aguas superficiales en la provincia. El principal río es el Pedernales, que forma la frontera con Haití desde su desembocadura en el mar Caribe hasta varios kilómetros aguas arriba. Otro río es el Mulito, afluente del Pedernales. Cerca de la ciudad de Oviedo se encuentra la Laguna de Oviedo, de aguas salobres. Además hay otras lagunas próximas a la costa, en el parque nacional Jaragua.

## Economía
La principal actividad de la provincia es, actualmente, la agropecuaria produciéndose café y ganado vacuno de carne. También la pesca es una actividad importante, siendo una de las provincias de mayor captura de peces, langostas, lambí. La minería de piedra caliza en Cabo Rojo, cuando estaba en función era también importante aunque no tiene la importancia de años anteriores cuando se explotaba la bauxita.

## Cultura

### El Carnaval
Entre la herencia de los colonizadores españoles permanece el Carnaval, celebrado todas las tardes del mes de febrero. Su grupo o comparsa se llama “Los Cachúas”, y se destaca por máscaras o caretas de gran tamaño con cuernos o cachos, otros con cabelleras o melenas confeccionadas de papel crepé o maché pegadas con engrudo (mezcla de pegamento y agua).
El traje de esta comparsa se identifica por estar fabricado de una tela muy colorida, que hacen ver alas de murciélagos. Además, posee cruces, pequeños espejos y cascabeles con el fin de alejar demonios y fuerzas negativas, a la vez atrayendo el positivismo. Llevan además un fuete (una herramienta similar a un látigo), hecho de hojas de maguey con el cual desatan una pelear armada entre las los cachúas y las personas no disfrazadas. 

### Religión
Pedernales es un pueblo que manifiesta las creencias católicas, y se data que para el año 1927 el ministro de Agricultura e Inmigración proclamó a Nuestra Señora de la Altagracia como patrona del pueblo. De aquí salen las Patronales, o fiestas para honrar a esta virgen, celebradas el 21 de enero de cada año.
En las patronales se destaca la Banda de Música de Pedernales, junto al Baton Ballet, desplazándose por las calles mientras le dan inicio a las celebraciones religiosas junto a bailes. Además, se realizan horas santas, aclamaciones, ofrendas, vía crucis, confirmaciones y bautizos. Para finalizar estos actos, en las calles de los barrios se llevan a cabo brindis y más celebraciones.
Las fiestas populares se celebran en el parque Central, con grupos de música popular junto a bailarines folklóricos y típicos, comida criolla y bebidas. Además, se realizan torneos deportivos en conmemoración de la Virgen.
Otro aspecto importante de las patronales es el reinado, donde un jurado se encarga de elegir a una reina, una virreina y una princesa, que se convierten en representantes del pueblo en actividades sociales, educativas y culturales durante todo un año.

### Gastronomía
En la gastronomía lo más abundante son los pescados, los mariscos como el camarón y la langosta y los moluscos como el pulpo, el lambí y el cangrejo. Entre los manjares principales están el arroz blanco con pescado guisa’o (guisado), que se hace en una cazuela sazonada con tomates, cebollas sofritas, sal y pimienta al gusto. El pescado con coco sazonado con leche de coco también es común. En el interior de Pedernales es común comer carne de res, cerdo o puerco, pollo o chivo.
El dulce más característico es el conconete, una torta horneada pequeña, a base de coco rallado, harina, azúcar y vainilla. Otro dulce es el jalao, un dulce criollo a base de melaza y coco rallado. El dulce de coco es imprescindible, hecho con coco, leche de coco y azúcar al igual que el manjar de frutas en almíbar.
Al igual que en el resto del país, en la Semana Santa es normal comer habichuelas con dulce a base de habichuelas rojas, leche de coco, leche de vaca, azúcar y canela, junto a trozos de batata, pasas y pequeñas galletas. también dulces de coco.

### Artes
En las cuevas del parque nacional Jaragua en Pedernales se puede percibir el arte rupestre de hace más de 3000 años antes de Cristo. Entre las figuras mostradas se encuentran animales, mujeres con cabeza de lechuza, pelícanos, el Sol y la Luna. Estas cavernas contienen una rica y variada muestra de arte, a sólo 10 km (kilómetros) al este del pueblo de Pedernales, llegando fácilmente. Este sería un gran atractivo turístico en Pedernales, utilizando como recurso cultural, pues además es uno de los lugares donde la iguana Ricord es endémica.

### Turismo
Pedernales es considerado como el Cuarto Polo Turístico de la República Dominicana, gracias a sus bellezas naturales. Sin embargo, no se hace una gran explotación de ellas. Este tema ha creado una gran controversia, entre los ecologistas y los empresarios, pues algunos se preguntan si es realmente favorable llevar a cabo actividades hoteleras a los alrededor del parque nacional Jaragua y los inversionistas consideran que sí es posible realizar explotación de estos recursos sin afectar el medio ambiente.

### Lugares de interés
- Parque nacional Jaragua, cuenta con numerosas grutas y es muy rico en yacimientos arqueológicos precolombinos.[4]
- Laguna de Oviedo, un humedal de 27 km² (kilómetros cuadrados) y 1,5 m (metros) de profundidad de agua muy salada.
- Bahía de Las Águilas.
- Hoyo de Pelempito.
- Río El Mulito.
- Playa Cabo Rojo.
- Playa Pedernales.
- https://es.wikipedia.org/wiki/Provincia_de_Pedernales#Lugares_de_inter%C3%A9s

## Brújula
| Noroeste: Departamento Sureste (Haití) | Norte: Independencia | Nordeste: Barahona  |
| Oeste: Mar Caribe                      |                      | Este: Mar Caribe    |
| Suroeste: Mar Caribe                   | Sur: Mar Caribe      | Sureste: Mar Caribe |